# 鈴木紀夫
鈴木 紀夫（すずき のりお、1949年（昭和24年）4月 - 1986年（昭和61年）11月）は、日本の冒険家。千葉県市原市八幡出身。習志野市立習志野高等学校卒業。法政大学経済学部二部中退。

## 経歴
1969年3月
主にヒッチハイクでアジア各国を巡ったのち、中近東・ヨーロッパ・アフリカ大陸に至るバックパッカーの旅に出る。
1972年12月
一時帰国。
太平洋戦争終結後も、日本の降伏を信じずに帝国軍人としてゲリラ活動を展開していた、残留日本兵の小野田寛郎に逢うため、フィリピン・ルバング島に向かう。
1974年2月
小野田との接触に成功。ルバング島には、日本語が話せる原住民が多く、日本語が話せるだけでは日本人と判断されなかったため、初対面の際には、小野田に銃を向けられて発砲される寸前だったが、毛の靴下にサンダル履きという原住民にはない珍妙なスタイルであったため、事なきを得る。別れ際に小野田の顔写真をカメラに撮影、この接触により小野田の救出が現実味を帯び、3月に小野田は日本に帰国。
かつて「パンダ・小野田さん・雪男に会うのが夢だ」と語っており、最後に残った「雪男発見」に情熱を注ぐ。
1975年7月
ヒマラヤ・ダウラギリ群の南東稜コーナボン側斜面の4200m付近に「5頭の類人物を望遠観察した」と主張。
1978年
結婚。喫茶店を夫婦で営んでいた。
1986年11月
ヒマラヤ・ダウラギリIV峰ベースキャンプ附近で遭難。
1987年10月7日
遺体発見。享年37。

### 関係者の言葉
鈴木つね子（母親）
「よかったなと思いますよ。いいじゃないですかねぇ、自分の好きなことやって。」とテレビ番組で語っている。
小野田寛郎
鈴木の死について、「死に残った身としては淡々と受け止めているが、友人の死は残念だ。」と語っている。小野田は慰霊のためにヒマラヤを訪れている。

## 著書
- 『大放浪：小野田少尉発見の旅』
  - 文藝春秋版、1974年
  - 朝日新聞社版、1995年（ISBN 4022611162）

## 演じた俳優
- 堺雅人 - 実録・小野田少尉 遅すぎた帰還（2005年、フジテレビ）
- 青木崇高 - 小野田さんと、雪男を探した男　～鈴木紀夫の冒険と死～（2018年、NHKBSプレミアム）
- 仲野太賀 - ONODA 一万夜を越えて（2021年、エレファントハウス）

## 関連文献
- 角幡唯介『雪男は向こうからやって来た』集英社、2011年8月。ISBN 9784087814767。